# دايفيد إتش برايس
دايفيد إتش برايس (بالإنجليزية: David H. Price)‏ هو مؤرخ أمريكي، ولد في 29 يناير 1957.